# Baronia de Peguera
La Baronia de Peguera fou una jurisdicció senyorial centrada al castell de Peguera i que comprenia el que actualment són els termes de Vallcebre, Fígols i Fumanya, a la comarca del Berguedà.

## Història
L'any 1390, el rei Joan I, que era a qui pertanyia el domini directe i alodial del terme del castell de Peguera, donada la seva necessitat d'obtenir recursos econòmics, vengué el referit domini, amb el de les parròquies de Vallcebre, Fígols, la Vedella i Cercs, a Ramon de Peguera i de Cervelló, castlà de Peguera. El conjunt dels referits terrenys passà a constituir la baronia de Peguera. El document de compra-venda és de data 12 de febrer de 1390 i fou redactat per Bernat de Jonquera, secretari del rei i notari públic.
L'any 1448 el fill d'aquest primer baró de Peguera, Ramon de Peguera i de Torrelles, donà la baronia al seu nebot Galceran (VII) de Pinós-Fenollet i de Mur, baró de Pinós, vescomte d'Illa i Canet.
La baronia passà més endavant al llinatge dels Castre-Pinós, els quals la vengueren, el 1494, a Francesc Galceran de Pinós, baró de Gironella, fill il·legítim de Galceran VII. El 1586 passà als Agulló.